# حسگر کربن دی‌اکسید
حسگر کربن دی‌اکسید یا سنسور CO2 ابزاری برای اندازه‌گیری گاز کربن دی‌اکسید است. این حسگر از طریق برهم‌کنش مستقیم با گاز، غلظت گاز را در اطراف خود اندازه‌گیری می‌کند. رایج‌ترین اصول برای حسگرهای کربن دی‌اکسید، حسگرهای گاز فروسرخ (NDIR) و حسگرهای گاز شیمیایی هستند. اندازه‌گیری کربن دی‌اکسید در نظارت بر کیفیت هوای داخل ساختمان، عملکرد ریه‌ها در قالب دستگاه کاپنوگراف و بسیاری از فرآیندهای صنعتی دیگر اهمیت دارد.

## حسگرهای فروسرخ غیرپاشنده

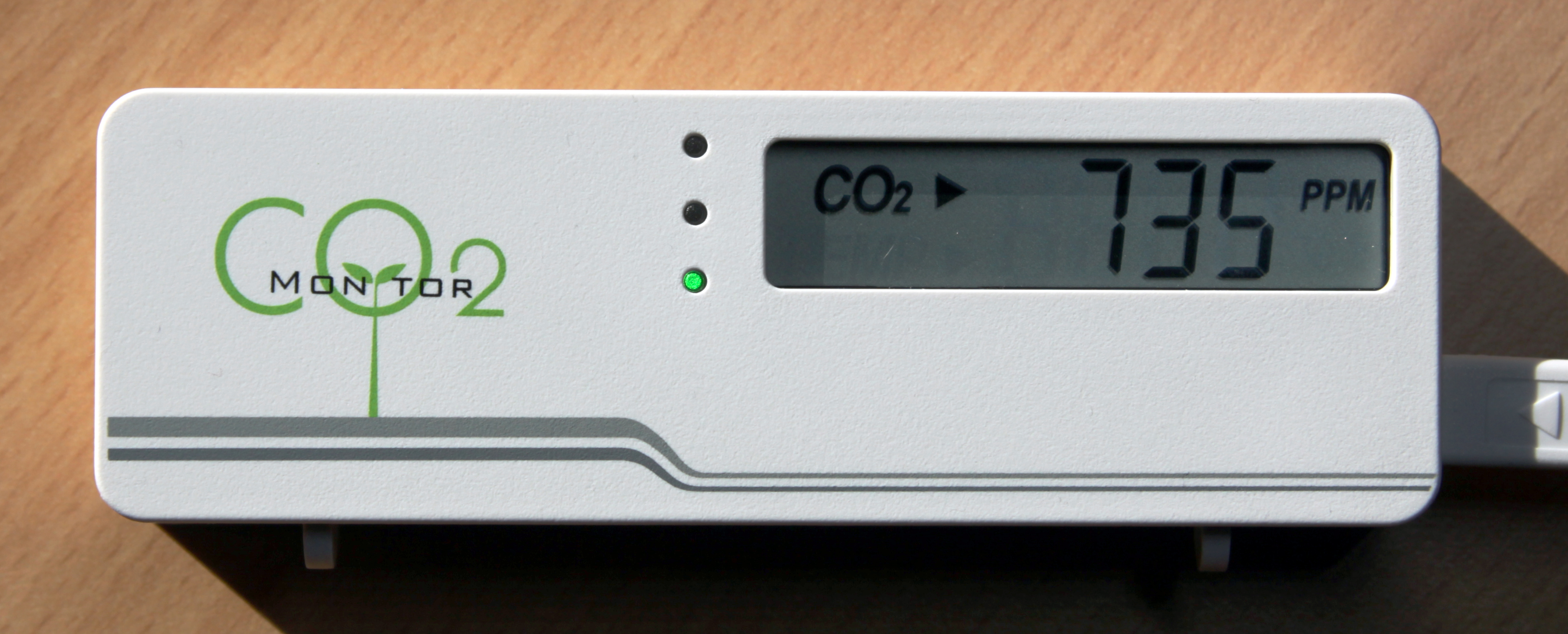
اندازه‌گیری کربن دی‌اکسید با استفاده از حسگر فروسرخ غیرپاشنده

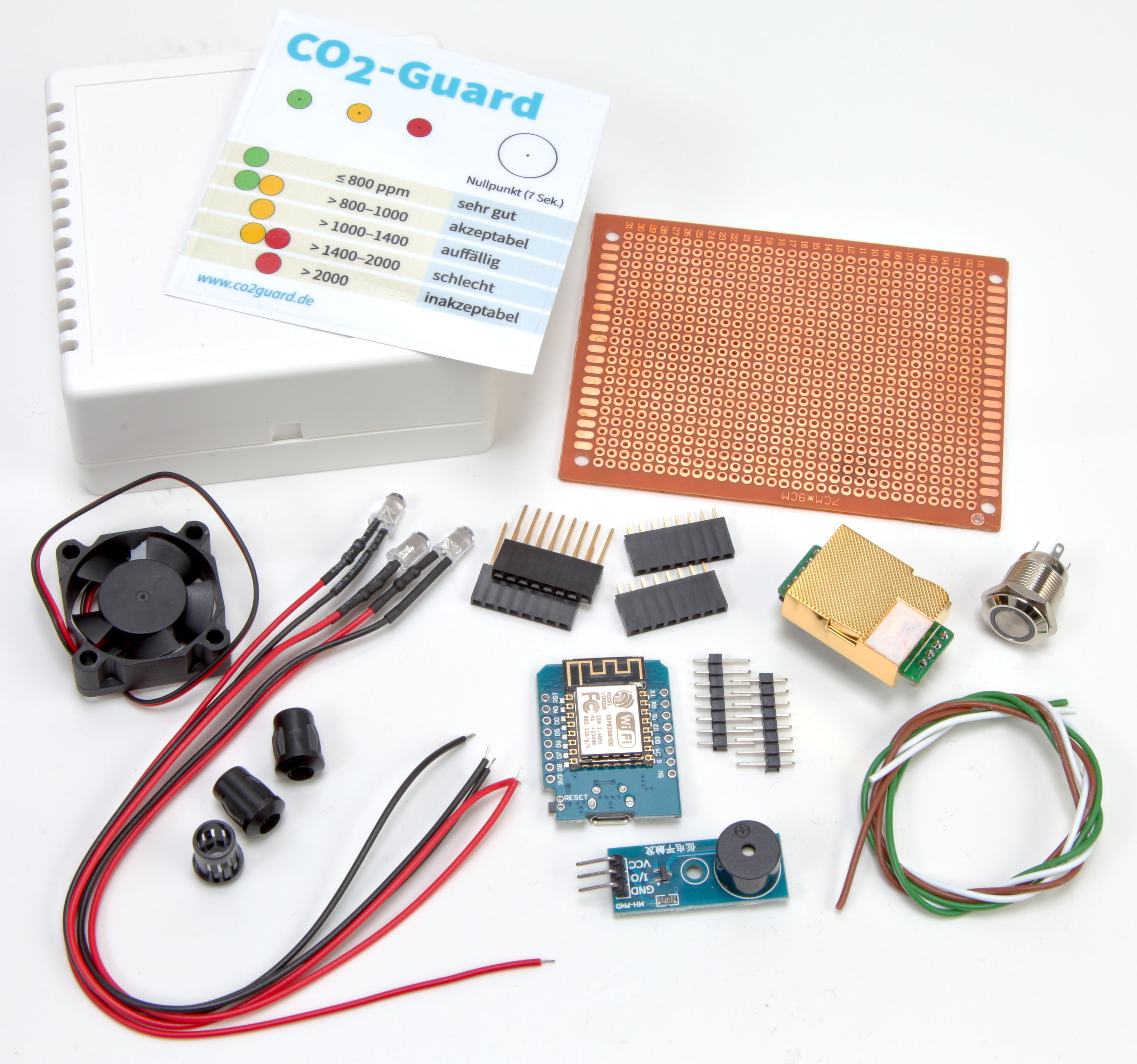
حسگر فروسرخ غیرپاشندهٔ کربن دی‌اکسید

حسگرهای فروسرخ غیرپاشنده (NDIR) حسگرهای اسپکتروسکوپی برای تشخیص میزان کربن دی‌اکسید در یک محیط گازی به‌وسیلهٔ جذب مشخصهٔ آن هستند. به شکل خلاصه حسگرهای NDIR از طول موج‌های خاصی از نور برای اندازه‌گیری میزان کربن دی‌اکسید در هوا استفاده می‌کنند. اجزای اصلی آن عبارت‌است از یک منبع فروسرخ، یک لولهٔ نور، یک فیلتر تداخل طول موج و یک آشکارساز فروسرخ. گاز به درون لولهٔ نور، پمپ یا پخش می‌شود و دستگاه، جذب طول موج مشخصهٔ نور را اندازه‌گیری می‌کند. حسگرهای NDIR اغلب برای اندازه‌گیری کربن دی‌اکسید استفاده می‌شوند. بهترین آن‌ها دارای حساسیت ۲۰–۵۰ PPM هستند. از مزایای آن می‌توان گفت بسیار ماندگار است و در برخی موارد بیش از ده سال عمر می‌کنند و سایر مواد در حسگر، اختلال ایجاد نمی‌کنند زیرا فقط کربن دی‌اکسید می‌تواند نور ساطع‌شده در حسگر را جذب کند. از سوی دیگر این حسگر می‌تواند تحت تأثیر رطوبت و گرما قرار گیرد. حسگرهای معمولی NDIR بین ۱۰۰ تا ۱۰۰۰ دلار (ایالات متحده) قیمت دارند.
حسگرهای فروسرخ غیرپاشندهٔ کربن دی‌اکسید (NDIR) همچنین برای کربن دی‌اکسید محلول در کاربردهایی مانند کربوناتسیون نوشیدنی، تخمیر دارویی و کاربردهای جداسازی کربن دی‌اکسید استفاده می‌شود. در این حالت آن‌ها با یک چشمی ATR (انعکاس کلی ضعیف‌شده) جفت می‌شوند و گاز را در محل اندازه‌گیری می‌کنند. پیشرفت‌های جدید، شامل استفاده از سیستم‌های میکروالکترومکانیکی (MEMS) برای کاهش هزینه‌های این حسگر و ایجاد دستگاه‌های کوچک‌تر (به عنوان مثال برای استفاده در تجهیزات تهویهٔ مطبوع) حاصل شده‌است.
روش دیگر، قانون هنری است که می‌تواند برای اندازه‌گیری مقدار کربن دی‌اکسید محلول در مایع استفاده شود، در صورتی که مقدار گازهای خارجی ناچیز باشد. در شیمی، قانون هنری، قانون گاز است که بیان می‌کند که مقدار گاز حل‌شده در مایع متناسب با فشار جزئی آن در بالای مایع است. عامل تناسب این قانون، ثابت هنری است.

## حسگرهای فتوآکوستیک
کربن دی‌اکسید را می‌توان با استفاده از طیف‌سنجی فتوآکوستیک اندازه‌گیری کرد. غلظت کربن دی‌اکسید را می‌توان با قرار دادن یک نمونه در معرض پالس‌های انرژی الکترومغناطیسی که به‌طور خاص برای طول موج جذب کربن دی‌اکسید تنظیم شده‌است، اندازه‌گیری کرد. با هر پالس از انرژی، مولکول‌های کربن دی‌اکسید درون نمونه امواج فشار را از طریق اثر فتوآکوستیک جذب و تولید می‌کنند. سپس این امواج فشار با یک آشکارساز صوتی شناسایی شده و از طریق یک کامپیوتر یا ریزپردازنده به کربن دی‌اکسیدخوان قابل استفاده تبدیل می‌شود.

## حسگرهای شیمیایی کربن دی‌اکسید
از دیگر حسگرها، حسگرهای کربن دی‌اکسید شیمیایی با لایه‌های حساس مبتنی بر پلیمر یا هتروپلی‌سیلوکسان دارای مزیت اصلی مصرف انرژی بسیار کم هستند و می‌توان اندازهٔ آن‌ها را کاهش داد تا در سیستم‌های مبتنی بر میکروالکترونیک قرار بگیرند. از جنبهٔ منفی، اثرات رانش کوتاه‌مدت و بلندمدت، و همچنین طول عمر نسبتاً کم در مقایسه با اصل اندازه‌گیری NDIR، موانع بزرگی هستند. بیشتر حسگرهای کربن دی‌اکسید، پیش از ارسال از کارخانه به‌طور کامل کالیبره شده‌اند. با گذشت زمان، نقطه صفر حسگر باید کالیبره شود تا پایداری طولانی مدت حسگر حفظ شود.

## حسگر تخمینی کربن دی‌اکسید
برای محیط‌های داخلی مانند دفاتر یا سالن‌های ورزشی که در آن منبع اصلی کربن دی‌اکسید، تنفس انسان است، تغییر مقیاس برخی از مقادیر ساده‌تر مانند غلظت ترکیبات آلی فرار (VOC) و گاز هیدروژن یک برآوردگر خوب، برآورد غلظت واقعی کربن دی‌اکسید برای اهداف تهویه و جاگیری را فراهم می‌کند. حسگرهای این مواد را می‌توان با استفاده از فناوری نیمه‌هادی اکسید فلزی (MOS) ارزان (۲۰ دلار) ساخت. حسگرهای کربن دی‌اکسید MOS از مقاومت ترکیبات فلزی برای آزمایش میزان گاز در هوا استفاده می‌کنند. یک حسگر MOS دارای یک نوار یا فیلم فلزی است که در معرض هوا قرار می‌گیرد. این نوار یک جریان الکتریکی ثابت دارد و از آن عبور می‌کند. وقتی گاز هدف با قطعه تماس پیدا می‌کند، با فلز برهم‌کنش می‌کند و ترکیب شیمیایی را از طریق واکنش احیا یا اکسیداسیون تغییر می‌دهد. وقتی این اتفاق می‌افتد، مقاومت یا رسانایی فلز تغییر می‌کند. نوع تغییر مقاومت، اعم از افزایش یا کاهش و میزان این تغییر غلظت، گاز هدف را تعیین می‌کند. بر اساس نوع فلز، گازهای مختلف به نوار واکنش نشان می‌دهند. طراحی بسیار ساده استفاده از آن‌ها را آسان می‌کند اما از طرفی دیگر می‌تواند تحت تأثیر دما و رطوبت قرار بگیرد و معمولاً در غلظت‌های بالاتر (کمتر از ۲۰۰۰ ppm) استفاده می‌شود. مقادیر قابل خواندن که آن‌ها تولید می‌کنند کربن دی‌اکسید تخمینی (e CO 2) یا کربن دی‌اکسید معادل (CO2eq) نامیده می‌شود. اگرچه برداشت‌ها در درازمدت به اندازهٔ کافی خوب هستند، اما معرفی منابع غیرتنفسی VOC یا کربن دی‌اکسید، مانند پوست کندن میوه‌ها یا استفاده از عطر، میزان اعتبار آن‌ها را تضعیف می‌کند. حسگرهای مبتنی بر گاز هیدروژن کمتر حساس هستند زیرا بیشتر به تنفس انسان اختصاص دارند، اگرچه شرایط سلامتی که آزمایش تنفس هیدروژن برای تشخیص تنظیم شده‌است نیز باعث اختلال در آن‌ها می‌شود.

## کاربردها
- مثال‌ها:
  - جوهای اصلاح‌شده
  - کیفیت هوای داخل ساختمان
  - تشخیص راهرو
  - انباری و بنزین
  - شناورهای دریایی
  - گلخانه‌ها
  - گاز محل دفن زباله
  - فضاهای محدود
  - هوافضا
  - مراقبت‌های بهداشتی
  - باغبانی
  - ترابری
  - سردشناسی
  - مدیریت تهویه
  - معدن
  - Rebreathers (SCUBA)
  - کافئین‌زدایی
- برای شمارش افراد درون یک ساختمان[۹]
- برای کاربردهای تهویهٔ مطبوع، حسگرهای کربن دی‌اکسید را می‌توان به ترتیب برای نظارت بر کیفیت هوا و نیاز مناسب به هوای تازه استفاده کرد. اندازه‌گیری سطح کربن دی‌اکسید به‌طور غیرمستقیم، تعداد افراد در یک اتاق را تعیین می‌کند و تهویه را می‌توان بر این اساس تنظیم کرد.[۱۰]